# Irna Phillips
Irna Phillips (1 de julio de 1901 - 23 de diciembre de 1973) fue una guionista, escritora, directora de casting y actriz estadounidense. Fue la pionera del formato de telenovela diurna en Estados Unidos dirigido a mujeres, conocido como soap opera. Creó, produjo y escribió series de radio y televisión como As the World Turns y Another World. Fue mentora de otros pioneros de la telenovela, como Agnes Nixon, William J. Bell y Ted Corday.

## Biografía
Phillips fue una de los diez hijos de una familia judía alemana en Chicago. A los 8 años, su padre murió.   Decía que era una niña solitaria a la que le daban ropa usada y que inventaba historias largas y difíciles para que las vivieran sus muñecas. A los 19 años quedó embarazada, fue abandonada por su novio y dio a luz a un bebé muerto.
Estudió teatro en la Universidad de Illinois en Urbana-Champaign, donde sacó la maestría en Artes antes de obtener una maestría en periodismo en la Universidad de Wisconsin-Madison.
Quería ser actriz, pero sus profesores le dijeron que era demasiado fea para tener éxito. De 1925 a 1930, trabajó como maestra de escuela en Dayton, Ohio, impartiendo drama e historia del teatro. Siguió intentando una carrera como actriz y después de interpretar varios papeles para producciones de radio en WGN en Chicago, dejó la docencia. Con 42 años, Phillips adoptó un hijo, Thomas Dirk Phillips y años después, una hija, Katherine Louise Phillips.

## Trayectoria

### Primeros años en la radio:Painted DreamsyWoman in Whithe(1930-1940)
Trabajó como redactora en un programa de entrevistas diurno, y luego creó la serie Painted Dreams, de lunes a sábado, en la estación local de Chicago WGN. Escribía los capítulos e interpretaba a la madre Moynihan, matriarca viuda de una gran familia irlandesa-estadounidense, para la que se inspiró en su propia madre, y Sue Morton. Con esta serie se le atribuyó la innovación de un formato de serie de radio diurna para mujeres. Más tarde conocida como la Reina de las telenovelas, introdujo técnicas como  el final de suspense en cada episodio.
Phillips soportó críticas por sus textos, especialmente de patrocinadores como Procter & Gamble. El negocio de la radio durante la década de 1930 estaba dominado por hombres, por lo que se decía que la audiencia de los seriales de Phillips era infantil, poco realista, vulgar y de mal gusto. En realidad, sus personajes femeninos eran mujeres fuertes con educación y personalidad, alejados del estereotipo de mujer de la época.  No  introdujo papeles masculinos regulares hasta más adelante en la serie. 
El conflicto más básico en la estructura dramática de sus programas era el existente entre los roles de género tradicionales y los cambiantes: Irene Moynihan, la hija, se caracterizaba como “la chica moderna con ambiciones de hacer carrera”, frente a los puntos de vista más tradicionales de la madre Moynihan y Sue Morton.
Painted Dreams comenzó sin patrocinio, pero Phillips creía que una serie de radio debía ser una "utilidad para sus patrocinadores" y debía " vender productos; de lo contrario, el objetivo de la publicidad radial habría fracasado".  Por ello escribió sobre un compromiso y una boda que permitieron la posibilidad de vincular productos.
En 1932, Phillips instó a WGN a vender Painted Dreams a una cadena nacional. Al negarse, los llevó a los tribunales, reclamando la serie como de su propiedad. Henry Selinger, director de WGN, dijo haber creado la serie diurna original para vender productos para mujeres. Sin embargo, Phillips fue contratada para escribir y actuar en esta primera serie. Las disputas de la propiedad pusieron fin a la asociación de Phillips con WGN y fue contratada por la emisora opositora WMAQ. Luego, Painted Dreams se cambió a Today's Children, con la misma trama y conflictos sobre comenzar una carrera o formar una familia. Phillips luego aprendió a conservar los derechos y la propiedad de su nuevo título y de los siguientes que creó.
En 1938, Painted Dreams salió de los tribunales y fue comprada por CBS, prohibiendo a Phillips cualquier participación futura en la serie. Ese año, cuando murió su madre, ella exigió acabar Today's Children por respeto. CBS aceptó y la reemplazó con su nueva serie, Woman in White, centrada en un hospital, y en la que empezó a trabajar con Agnes Nixon y William J. Bell.

### Series de radio y televisión:The Guiding LightyAs the World Turns(1940–60)
En 1937, Phillips colaboró con Emmons Carlson en su tercer serial radiofónico, The Guiding Light (abreviado  como Guiding Light desde 1975), basándo en experiencias personales. Tras dar a luz a un niño muerto a los 19 años, encontró consuelo espiritual en los sermones de un predicador de una iglesia centrada en la hermandad del hombre. Y esos sermones fueron el origen de The Guiding Light . 
De 1937 a 1946, la serie se transmitió desde Chicago en la cadena de radio NBC. Fue cancelada por NBC dos veces: primero en octubre de 1939, pero por demanda popular se retomó cuatro meses después, en enero de 1940.  La NBC la volvió a cancelar en noviembre de 1946, coincidiendo con la decisión de la Comisión Federal de Comunicaciones de Estados Unidos de dividir la NBC y crear la cadena ABC. . CBS retomó la serie siete meses después, el 2 de junio de 1947. Y en junio de 1952, se trasladó a televisión hasta su cancelación, en septiembre de 2009.
En la década de 1940, Phillips escribía dos millones de palabras al año, dictaba de seis a ocho horas al día y ganaba 250.000 dólares anuales.   Fueron los seriales The Right to Happiness (1939-1960) y The Brighter Day (1954-1962). En 1938, supervisó la creación del libro The Guiding Light, sobre la historia de fondo de la serie de radio, contada desde el punto de vista del reverendo John Ruthledge.
En 1949, creó la primera serie de una gran cadena de televisión, These Are My Children, en NBC, que duró un mes. En 1956, alumbró As the World Turns, una de las dos primeras series diurnas de media hora de duración (la otra fue The Edge of Night, que estrenó la CBS el mismo día). y que a los dos años se convertiría en el drama de mayor audiencia. A los seis meses del estreno, Phillips despidió a la actriz protagonista Helen Wagner. Tanto Procter & Gamble como CBS respaldaron a la actriz, y Phillips se vio obligada recontratarla y siguió en la ficción hasta su muerte en 2010, pocos meses antes de que acabara la serie.

### Última etapa:Another World,Love is a Many Splendored Thingand return toAs the World Turns(1964–73)
Phillips cocreó Another World con William J. Bell en 1964, originalmente planeado como un programa hermano de As the World Turns. Aunque Procter & Gamble era dueño de ambas series, CBS no tenía espacio para el programa y la cadena rival NBC adquirió los derechos de transmisión. Phillips despidió al veterano actor John Beal de Another World después de solo un episodio, y a la actriz Fran Sharon después de dos semanas.  La actriz Kay Campbell declaró: "Nunca olvidaré una vez en As the World Turns, Rosemary Prinz hizo una escena, y cuando solo llevábamos cinco minutos fuera del aire, Irna estaba al teléfono y la hizo pedazos. No creo que a Irna le gustaran los actores".  Phillips y Bell cederían el papel de guionista principal en Another World a James Lipton ; Agnes Nixon lo sucedería.
En 1965, editó las historias en Days of Our Lives y fue consultora en Peyton Place antes de cocrear Our Private World, la primera serie de horario estelar, spinn off de As the World Turns, con el personaje de Lisa Miller. Abandonó Love is a Many Splendored Thing cuando los censores de CBS se negaron a contar en su totalidad una historia de amor que involucraba a una mujer americanoasiática (nacida de la historia de amor de la película original) y un blanco.
Phillips fue la editora de historias no oficial de A World Apart, telenovela de ABC creada por su hija, Katherine. Uno de los personajes principales era un escritor de telenovelas que vivía en Chicago y estaba a cargo de una telenovela en Nueva York. Poco después, le pidieron que volviera a escribir para As the World Turns. Su nueva historia y la nueva heroína del programa, Kimberly Sullivan se involucraron con el héroe de toda la vida, Bob Hughes. Bob estaba casado con la hermana de Kim, Jennifer, pero Phillips hizo que Kim sedujera a Bob. Y ella quedó embarazada. Por ese motivo patrocinador despidió a Phillips a principios de 1973; fue su último trabajo como escritora.
El 25 de enero de 2007, en el episodio del 70 aniversario de Guiding Light, el elenco interpretó a actores y personal detrás de escena de los primeros años de la serie (tanto de radio como de televisión). Beth Ehlers interpretó a Phillips.
Fue una empresaria independiente que conservo los derechos de propiedad de sus telenovelas, produciéndolas a través de Carl Wester and Company. 
Phillips también fue consultora creativo en Peyton Place (1964-1969) También fue editora de historias en Days of Our Lives .

## Muerte
Irna Phillips murió en Chicago el 23 de diciembre de 1973, a los 72 años. Harding Lemay escribió su obituario en The New York Times .Según Agnes Nixon, Phillips no quería que nadie supiera que había muerto.

## Series creadas

### Radio
- Painted Dreams (1930–1943)
- Today's Children (1932–1938, 1943–1950)
- Judy and Jane (1932–1943)
- Guiding Light (radio 1952–2009, televisión 1952-2009)
- Woman in White (1938–1942)
- Joyce Jordan, Girl Interne (aka Joyce Jordan, M.D.) (1938–1955)
- The Road of Life  ( 1937–1959, saltó a televisión en1954)
- Young Dr. Malone (1948-1960, saltó a televisión en 1958-1963)
- The Right to Happiness (1939–1960)
- Lonely Women (1942–1943)
- Masquerade (1948–1952)
- The Brighter Day (1948–1956 saltó a televisión en 1954)

### Televisión
- These Are My Children (1949)
- Guiding Light ( procedente de la radio 1952–1981)
- The Brighter Day (procedente de la radio, 1954–1962)
- The Road of Life (procedente de la radio, 1954)
- As the World Turns (1956–2010, spin off de Guiding Light)
- Young Dr. Malone (procedente de la radio 1958-1963)
- Another World (1964–1999, spin off de As The World Turns)
- Peyton Place (1964-1969)
- Our Private World (1965, spin off de As The World Turns)
- Days of Our Lives (1965–2006)
- Love Is a Many Splendored Thing (1967–1973)
- A World Apart (1970–1971)

## Léase también
- Armstrong, Jennifer (2021). When women invented television: the untold story of the female powerhouses who pioneered the way we watch today. New York, NY: Harper, an imprint of HarperCollinsPublishers. ISBN 978-0-06-297330-6. OCLC 1241185819.